# Nagybányai pénzverde

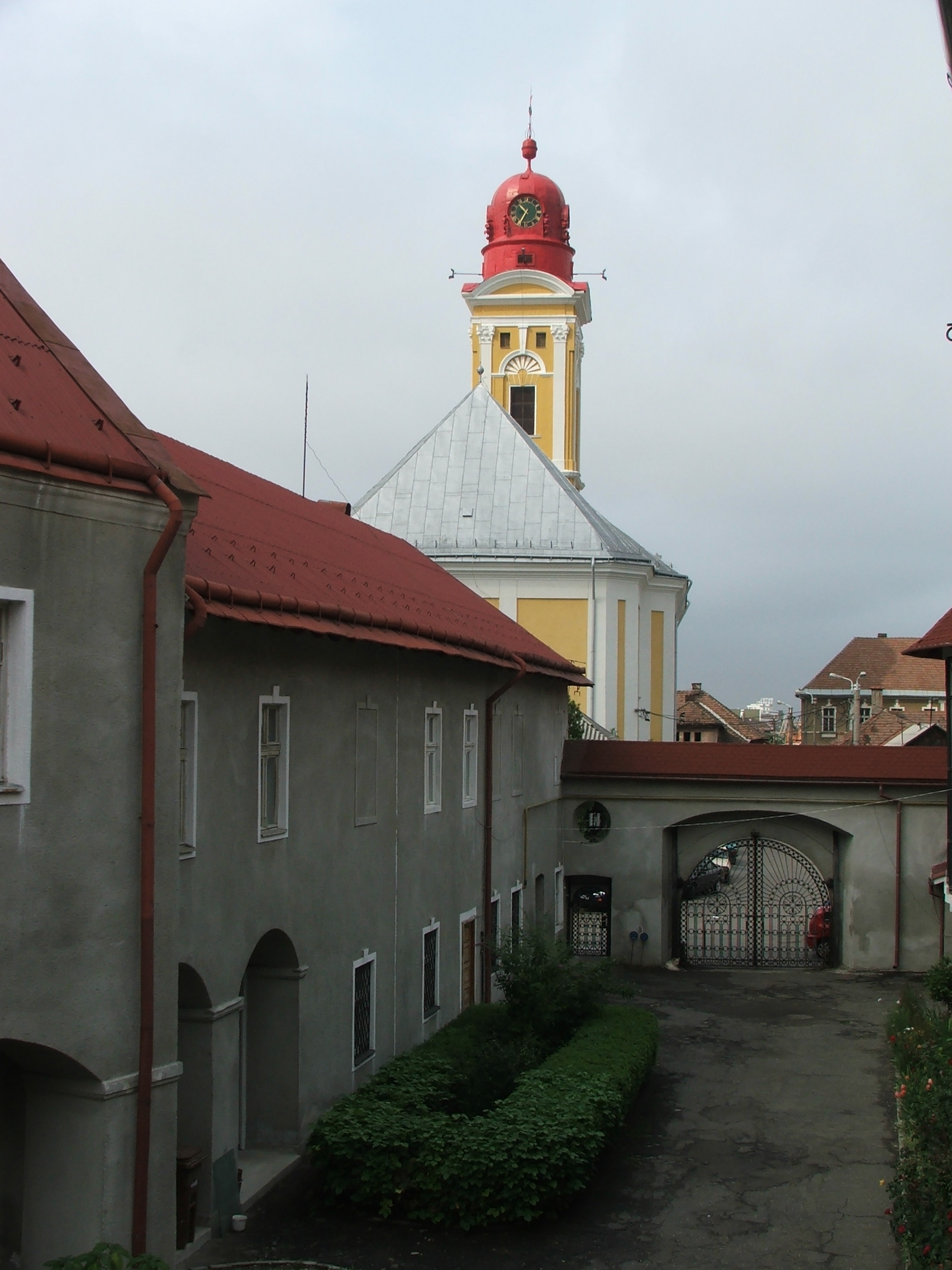
Az egykori pénzverde épülete, 1979 óta múzeum

A nagybányai pénzverde (kb. 1350–1851) Magyarország egyik leghosszabban üzemelő és jelentőségében a körmöcbányait követő pénzverdéje volt.

## Története

### A pénzverés kezdete
Károly Róbert a pénzverőkamarák 1323. évi átszervezése (mely többek között decentralizálást, 1338-tól pedig a bányakamarák pénzverőkamarákba való beolvasztását és együttes bérbeadását jelentette) keretében négy új hegyvidéki kamarát hozott létre a nemesfémbányászat előmozdítására: a körmöcbányai, a szomolnoki, az erdélyi és a szatmári pénzverőkamarákat. Utóbbit a szatmári bányavidék (Nagybánya, Felsőbánya, Óradna) irányítására hozták létre, a pénzverés megindulásával kapcsolatos források azonban nem biztosak. A kamara területéről származó első veretek 1328–1332 között készültek, a garasokon S-A, a dénárokon S-A és SE verdejegy utal a kamarára. Valószínűsíthető azonban, hogy Szatmáron nem működött pénzverde, hanem a nyersanyaghoz közeli felsőbányai és nagybányai pénzverdékben verték a pénzeket, és a „készterméket” szállították Szatmárba, a kamara központjába. A felsőbányai pénzverésre utaló M-M verdejegy 1338-ban jelenik meg először, 1347 után pedig Nagybányára költözik a kamara verdéje, erre utalnak az R-I (garas) és R-P (dénár) verdejegyek. Az R a Rivulus (latin: patak) névre, a második betű a kamara bérlőjére utal. Ez utóbbit időnként csillag vagy rozetta helyettesíti, ami kollektív (azaz a város polgárai általi közös) kamarabérletre utal. Az N betű először Mária királynő uralkodása alatt jelenik meg a verdejegyben. 1399 után ismét mind többször fordul elő a gótikus N betű a kollektív bérletre utaló rozettával a verdejegyben.

### Elzálogosítás és a Hunyadiak pénzverése
Luxemburgi Zsigmond egy 1411. július 11-én kelt okiratban Nagybányát másik három várossal együtt eladományozza Lazarevics István szerb despotának Belgrád váráért cserébe, a nagybányai pénzverde 1427-ig a despota és a király számára is vert pénzeket. Luxemburgi Zsigmond egy 1433. július 27-én Budán keltezett oklevele szerint az ország területén Nagybányán kívül csak Budán, Kassán és Körmöcbányán működött pénzverde. Lazarevics utódja Brankovics György volt, aki Hunyadinak köti le zálogbirtokul Nagybányát. 1468-tól készülnek Mátyás király pénzei, akinek uralkodása alatt kezdődik meg a magyar pénztörténetben meghatározó Madonnás hátlapú dénárnak a veretése, továbbá az ő idején jelenik meg először a bányászjelvény a nagybányai verdejegyben.

### A Magyar Királyság és Erdély határán
A Mátyás uralkodását követő (nem csak pénzügyi szempontból) zavaros időszak után Szapolyai János uralkodása hozott viszonylagos stabilizációt, pénzének hitelét Habsburg Ferdinánd ellenkirály próbálta rontani. Az 1538. február 24-én kötött váradi békében Szapolyai lemond a királyságról, innentől ő és utódai az Erdély fejedelme címet viselik. Mivel Nagybánya a Habsburg területek és Erdély határán volt, a hadi szerencsétől függött, hogy hová tartozott és hogy kinek vert pénzt. Ezért kerülhettek ki Nagybányáról császári és fejedelmi veretek mellett (Báthory István idején) lengyel tallérok is.
Az 1500-as évek végének zavaros időszakában a Herberstein-család vezette a verdét. Herberstein Felicián volt az, aki – Magyarországon elsőként – a hengeres pénzverőgépet 1580-ban bevezeti. 1600-ban Herberstein Friedrich emlékérmet készített Vitéz Mihály román vajdának hálából, hogy egy perben a javára ítélt. Az 1600-as évek első felében a Herbersteinek riválisa, a Lissibona-család vette át a kamarabérletet. Ezekben az időkben a bányászok a verdében készült bronzzsetonokban (bányapénz) kapták fizetségüket, melyeket csak a kamarabérlők boltjaiban fogadtak el. Ez elégedetlenséget szült, mert nem csak az aranypénzek forgalomba kerülését akadályozták, hanem a többi kereskedő is hátrányos helyzetbe került. Hasonló zsetonokat Felsőbányán is használtak.

### Az Osztrák Császárság részeként
A Rákóczi-szabadságharc idején II. Rákóczi Ferenc számára vertek pénzt, majd ezt követően császári fennhatóság alá került a verde. A pénzverde ma is látható épületét 1739-ben fejezik be, de később is toldottak hozzá. Benne arany- és ezüstpénzek mellett megkezdték a Mária Terézia idején bevezetett rézpénzek verését is. A császárnő által 1766-ban bevezetett alfabetikus birodalmi verdejelölés szerint a nagybányai verde a G betűjelet kapta. Ezt egészen az 1848–49-es forradalom és szabadságharc kitöréséig használta, annak idejére ugyanis visszatért az ősi N.B. verdejegy használatához, itt készültek ugyanis a szabadságharc pénzérméinek kisebb címletei. A forradalom leverése után két évvel, 1851-ben a pénzverdét bezárták, gépeit a körmöcbányai pénzverdébe szállították, de a fémfeldolgozás nem szűnt meg. Épületében 1979. óta a Megyei Történelmi és Régészeti Múzeum működik.

## Külső hivatkozások
- Művelődés – Sasi Nagy Béla: A pénzverde (2005. május)
- Numismatics Hungary – Magyarországi pénzverdék 9.: Nagybánya
- HUNGEO 2000 – Gönczi Anna-Mária, Gönczi István, Mecsi József: Nagybánya és ásványai
- Múlt-kor történelem portál[halott link] – Dr. Izsó István: A magyar bányászat jogi szabályozásának és hatósági felügyeletének története
- Sulinet.hu Élet és Tudomány archívum – Dr. Bódi Dezső: Arany! Arany? Arany… (Kincses évszázadaink)